# 入江為常

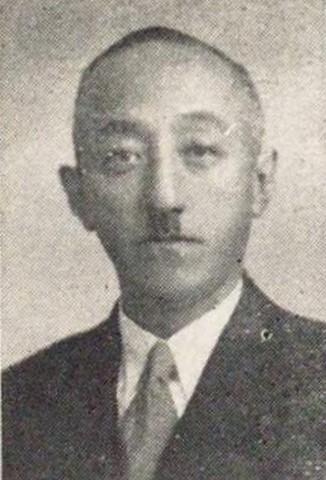
入江為常

入江為常（いりえ ためつね、1894年2月7日 - 1969年3月3日）は、日本の貴族院議員。子爵。入江為守の子。

## 経歴
東京府出身。学習院を経て1914年（大正3年）、東京府立一中卒業。家業である歌道を極める道には進まず、東京帝国大学に進学して理学部化学科を卒業。台湾総督府中央研究所技師を経て、1928年（昭和3年）に陸軍技師、次いで理化学研究所技師となった。1938年（昭和13年）から1947年（昭和22年）まで貴族院議員を務めたほか、東京女学館で講師も務めた。

## 家族
妹の高木邦子は崇仁親王妃百合子の母。弟に入江相政。母・信子は柳原前光伯爵の長女で、柳原白蓮の異母姉、かつ大正天皇の生母・柳原愛子の姪にあたる。昭和天皇と「はとこ」の関係にある。妻は豊子（京極高徳の娘）。後継者として、甥で坊城俊良の次男俊久を婿養子に迎えた。